# Dolicheremaeus samarensis
Dolicheremaeus samarensis är en kvalsterart som beskrevs av Corpuz-Raros 1990. Dolicheremaeus samarensis ingår i släktet Dolicheremaeus och familjen Tetracondylidae. Inga underarter finns listade i Catalogue of Life.